# Count Yogi
Count Hillary Yogi, eigentlich Harry M. Frankenberg (4. April 1915 – 15. Februar 1990), war ein US-amerikanischer Autor und Golfkünstler.

Er begann seine Karriere in Chicago und zog später nach Los Angeles, wo er den Künstlernamen Count Yogi annahm. Dort war er Golflehrer und Spielpartner von Prominenten in Hollywood wie beispielsweise von Mickey Rooney, Dean Martin, Hoagy Carmichael. Count Yogi wird oft als der „größte Golfer, von dem Sie noch nie gehört haben“ bezeichnet.
Er war im 20. Jahrhundert ein produktiver Lehrer und reisender Promoter des Golfsports, der die „Count Yogi“-Golfshow an vielen Orten in ganz Nordamerika aufführte. Zudem veröffentlichte er eigene Golfbücher wie „5 einfache Schritte zum perfekten Golf“ (1979).

## Frühes Leben und Golfkarriere

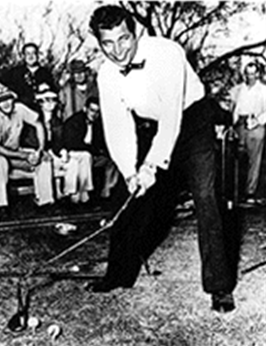
Count Yogi mit speziellem Trickschläger

Count Yogi wurde in Montana als Sohn eines eingewanderten Deutschen und einer indianischen Mutter geboren.
Seine Familie zog nach Chicago, als er ein kleiner Junge war. Er lebte in der Nähe eines Golfplatzes, mischte sich unter die einheimischen Golfer und begann schon früh mit dem Golfspiel als Caddie. Er entwickelte sich schnell zu einem geschickten Golfer
und einem der jüngsten Golfprofis Chicagos. Jeff Gold berichtet von Begegnungen mit Bobby Jones (1929), den er deutlich geschlagen haben soll, und Ben Hogan (1938–1940), dessen Schwung er wesentlich verbessert haben soll.
Frankenberg gewann in den 1930er und 1940er Jahren viele Golfturniere im Raum Chicago. Mitte der 1940er Jahre war Harry Frankenberg einer der erfolgreichsten Golfgeschäftsleute Chicagos, der mehrere Indoor-Golfplätze besaß und Tausende von Golfern unterrichtete. Die Frankenberg Golf Foundation besaß und betrieb mehrere Indoor-Driving-Ranges, und sein Team von Golflehrern unterrichtete während der Wintermonate Tausende von Golfern im Raum Chicago in Innenräumen.

## Spätere Karriere

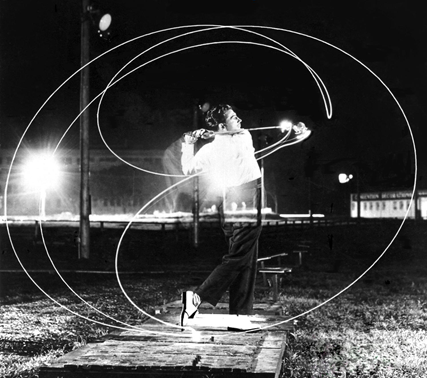
Promo-Bild aus der Count Yogi Show

In den späten 1940er Jahren zog Frankenberg mit seiner Frau und seiner Familie nach Kalifornien, wo seine Frau Schauspielerin werden wollte. Er schloss sich schnell der lokalen Promi-Golfszene an. In den 1950er Jahren war er Golflehrer und Spielpartner von Mickey Rooney, Hoagy Carmichael und anderen Prominenten. Carmichael bemerkte, dass Frankenberg wie ein Golf-„yogi“ sei, was Frankenberg dazu veranlasste, seinen Spitznamen zu wählen. Die Golffähigkeiten von Count Yogi waren legendär. Schließlich startete er eine Golfshow, die auf Golftricks und Golfmagie basierte und die er in Verbindung mit Golfturnieren und anderen Veranstaltungen im ganzen Land aufführte.
Aufgrund der Rassentrennung wurde er von der PGA of America nicht anerkannt und konnte daher nicht an deren landesweiten Golfturnieren teilnehmen.
In den 1970er Jahren hatte er über 7000 Shows aufgeführt. Bis zu seinem Tod im Jahr 1990 führte er diese Tätigkeit fort.

## Veröffentlichungen
- Count Yogi: Five Simple Steps to Perfect Golf. Simon & Schuster, New York 1986, ISBN 978-0-671-62879-6 (englisch, goodreads.com).
(Frühere Ausgabe von Cornerstone Library, 1979)
- Count Yogi: Revolutionary Golf Made Easy. Kindle Edition, 2013 (englisch, goodreads.com).
(Ursprünglicher Herausgeber: Frankenberg Golf Foundation, 1948)[9]
- Count Yogi: Golf 1-2. Kindle Edition, 2013 (englisch, goodreads.com).
(Druckausgabe aus den 1960er Jahren, Herausgeber unbekannt.)